# Robert Jay Mathews
Robert Jay Mathews (16 janvier 1953 à Marfa (Texas), aux États-Unis – 8 décembre 1984 à Coupeville (État de Washington) aux États-Unis) était le chef d’un groupe révolutionnaire nationaliste blanc américain appelé The Order.

## Biographie

### Premières années
Robert Mathews est le dernier des trois garçons de Johnny et Una Mathews. Son père, d’origine écossaise, était maire de la ville, président de la Chambre de commerce, homme d’affaires et chef de l’Église méthodiste locale.
Sa famille a déménagé à Phoenix en Arizona quand il a eu 5 ans. Élève moyen à l’école primaire, il s’intéresse à l’histoire et à la politique. À l’âge de 11 ans, il rejoint la John Birch Society.
Au lycée, il reçoit le « baptême de la foi » mormon. Il devient alors anticommuniste et actif dans les Young Republicans (en).
Il forme les Sons of Liberty, une organisation anticommuniste qui choisit ses membres parmi les Mormons survivalistes. À son apogée, l’organisation comptera approximativement 30 membres.
Après avoir milité dans la Tax Resistance, il est mis en probation pour six mois. Après un différend entre les membres mormons et non mormons, les Sons of Liberty stagnent et Mathews les quitte.
Quand sa période de probation se termine en 1974, il décide de déménager à Metaline Falls, dans l’État de Washington. Mathews et son père achètent 60 arpents de forêts, qui deviendront leur nouvelle maison, pour permettre à la famille de recommencer sur de bonnes bases.
Deux ans plus tard, Mathews se marie avec Debbie McGarrity. Le couple adopte un enfant en 1981. Mathews aura plus tard une fille avec une femme appelée Zillah Craig.

### The Order
Mathews s’intéresse de plus en plus à la politique et à l’histoire. Un livre en particulier, Which Way Western Man? de William Gayley Simpson, l’a profondément marqué.
Mathews adhère à l’analyse que fait l’auteur des dangers que court la race blanche et, en 1982, il milite pour attirer des familles blanches dans le Pacific Northwest, appelé le « bastion blanc américain ». Il rencontre Richard Butler’s d’Aryan Nations à plusieurs reprises et se constitue un cercle d’amis aux idées similaires.
En 1983, Mathews fait un discours à la convention de la National Alliance, dans lequel il parle de ses efforts pour le « bastion blanc américain » et appelle à l’action. Il reçoit la seule et unique standing ovation de la convention.
En septembre de cette même année, dans une maison qu’il a construite sur sa propriété de Metaline, Mathews fonde avec 8 autres membres, le groupe, connu plus tard sous le nom de The Order, qu’il appelle The Silent Brotherhood, qui comprend son ami et voisin, Ken Loff, et un groupe venant d’Aryan Nations : Dan Bauer, Randy Duey, Denver Parmenter et Bruce Pierce. Viennent ensuite David Lane, Richie Kemp et Bill Soderquist. Aucun n’a commis de crime violent avant ni effectué de séjour en prison.
La première partie du plan de Mathews consiste à récupérer de l’argent pour financer l’action de The Order. C’est alors qu’ils commettent leur premier vol à main armée (un sex-shop à Spokane) qui rapporte 369 $. Conscients que le jeu n’en valait pas la chandelle, ils portent leur attention sur le braquage de fourgons blindés et la fausse monnaie. Ils impriment des billets de 50 $ et Pierce, alors âgé de 20 ans, est arrêté en tentant d’en écouler.
Afin de payer la caution de Pierce, Mathews, agissant seul, braque une banque au nord de Seattle. Il vole 26 000 $. Plusieurs membres de The Order, dont la nouvelle recrue, Gary Yarborough, commettent de nombreux autres braquages qui rapportent autour de 43 000 $. Un autre rapportera plus d’une centaine de milliers de dollars.
Une autre recrue, Tom Martinez, est arrêtée et inculpée pour avoir essayé d’écouler de la fausse monnaie.
En juillet 1984, The Order attaque un camion de la Brink's et empoche la somme de 3 800 000 $. L’argent est distribué à des fermiers blancs ruinés par les banques ainsi qu'à diverses associations d’extrême droite américaines.

### La fin
Mathews et d’autres membres de The Order  sont trahis par Martinez, qui les dénonce sous la pression des accusations qui pesaient sur lui sur l’affaire de contrefaçon. Après avoir recoupé les informations, le FBI se lance à la recherche de Mathews et de ses hommes. Mais le temps de monter l’opération, les compagnons de Mathews ont le temps de se réfugier dans des planques qui n’étaient pas encore découvertes.
Mathews, en revanche, est encerclé dans une petite maison de Coupeville, dans l’État de Washington sur l’île de Whidbey par plus de 500 agents, le 8 décembre 1984. Mathews refuse de se rendre après une première fusillade. En conséquence, le FBI tire des dizaines de grenades fumigènes et de nombreuses balles, mais Mathews est équipé d’un masque à gaz. Le FBI décide alors de déclencher un tir de M-79 et de grenades à main. Mathews, blessé a la main, continue de faire feu sur les agents alors que la maison brûle, mais le tir s’interrompt soudain. Le feu s'étant éteint, les recherches commencent et les agents trouvent le corps de Mathews près d’une baignoire avec le symbole d’or de The Order incrusté dans la poitrine.
75 personnes, jugées dans 8 procès différents, sont inculpées des crimes en relation avec The Order pour des chefs d’accusations comme conspiration, racket, contrefaçon de monnaie, transport de fausse monnaie et attaque de fourgon blindé. Dix personnes liées au dossier, incluant Butler, David Lane et William Luther Pierce, sont accusées de sédition, mais sont finalement acquittées par le jury.